# Martín Lacarra
Martín Lacarra o bien Martín de Lacarra Toledo o Martín Enríquez de Lacarra (Buenos Aires, 22 de junio de 1777 - 9 de julio de 1858) fue un militar argentino que participó en la guerra de la independencia rioplatense y en las guerras civiles de su país, además de actuar en la Guerra del Brasil, defendiendo la Patagonia argentina –en donde fuera nombrado desde 1823 comandante político y militar– de las frustradas conquistas brasileño-imperiales que terminarían con su derrota en la batalla de Carmen de Patagones el 7 de marzo de 1827.

## Biografía hasta el puesto de autoridad

### Origen familiar y primeros años
Martín Paulino de Lacarra había nacido el 22 de junio de 1777 en la ciudad de Buenos Aires, capital del neoformado Virreinato del Río de la Plata, siendo hijo del navarro-español Martín Enríquez de Lacarra y Mugarza (n. Arriba de Araiz, ca. 1747)  y de su esposa desde el 6 de agosto de 1777, Mónica de Toledo Sandoval (Córdoba, ca. 1757-Buenos Aires, 15 de noviembre de 1781) que era hija a su vez de Juan Pascual de Toledo Sandoval y de María Escolástica de Casas. Al fallecer su madre en 1781, el progenitor Martín Enríquez de Lacarra testaría por ella el 6 de febrero de 1782.
Su abuelo paterno era José Enríquez de Lacarra, un tataranieto de Juan VI Enríquez de Lacarra (n. Burgos, ca. 1610), III señor de Ipasate y caballero de la Orden de Santiago desde el 10 de noviembre de 1633 —y que a su vez era el primo segundo de Gaspar Enríquez de Lacarra, X señor de Ablitas desde 1631, que se convertiría en el primer conde en 1652— y su abuela paterna era María de Mugarza.
Sus antiguos orígenes familiares paternos surgen del señorío de la Casa de Lacarra en la Baja Navarra, de la cual se desprendió el linaje Enríquez de Lacarra al extinguirse la línea masculina, que pasó a formar parte junto con el reino navarro a la Corona española desde 1515, aunque terminaría abandonando la parte septentrional o Ultrapuertos en donde ejerció Enrique de Albret como rey navarro en 1530 —o bien, Baja Navarra del actual País Vasco francés— que incluía a la villa y el castillo de Lacarra, la cuna de dicho linaje, y que luego se uniría dinásticamente, con el duque Antonio de Borbón, al Reino de Francia.
Martín de Lacarra Toledo tenía, por lo menos, un hermano llamado Joaquín de Lacarra Toledo Sandoval (n. Buenos Aires, ca. 1780) quien fuera escribiente 3.º de la Contaduría de Aduana bonaerense desde el 24 de mayo de 1813, ubicada en el antiguo fuerte porteño, y que se uniera en matrimonio con Juana Priesa (n. ca. 1788) y cuya hija Juana de Lacarra (n. ca. 1808 - Buenos Aires, 16 de septiembre de 1846) se enlazaría el 3 de mayo de 1828 en Buenos Aires con José Plácido Mariano de Guerrico y Eguren (n. Buenos Aires, 5 de octubre de 1798) y con quien tuvo descendencia.

### Militar en la defensa contra las invasiones inglesas
En el año 1794, con 17 años de edad se enroló en las milicias provinciales de su ciudad natal, y más tarde luchó contra las Invasiones Inglesas de 1806 y 1807, como oficial del Regimiento de Patricios al mando de Santiago de Liniers. Fue elevado al rango de subteniente graduado el 10 de junio de 1808 y el día 14 de diciembre del mismo año, a teniente.

### Participación de la Guerra de Independencia de la Argentina
Después de la Revolución de Mayo, Lacarra fue ascendido a capitán el 3 de agosto de 1810, y prestó servicios auxiliares con el coronel Florencio Terrada. En 1812 formó parte de una expedición en defensa de la localidad de Salto, en la Banda Oriental, que había sido atacada por fuerzas luso-brasileñas. A continuación, se incorporó al sitio de Montevideo, hasta su caída en manos patriotas en 1814.
Hizo la campaña inconclusa de 1815 contra la provincia de Santa Fe, y fue uno de los oficiales que apoyó la rebelión del coronel Ignacio Álvarez Thomas contra el director supremo Alvear, en la posta de Fontezuelas.

### Bando unitario de las guerras civiles argentinas
A principios de 1816 fue organizador de un batallón en Santiago del Estero, y a su regreso fue nombrado jefe del Regimiento de Granaderos de Infantería. Participó en el último intento del Directorio contra los federales de la provincia de Entre Ríos, comandando las fuerzas directoriales en el combate de Saucesito del 25 de marzo de 1818, en el que fuera completamente derrotado por Francisco Ramírez. Al retornar a la capital, fue ascendido al grado de coronel.
En febrero de 1820 fue uno de los oficiales que firmaron a favor de la disolución del Congreso y del Directorio, iniciando negociaciones con los federales vencedores en Cepeda. El general Soler lo dio de baja pero fue reincorporado por el efímero gobierno de Juan Ramón Balcarce que lo volvió a reconocer como coronel.
Más tarde fue nuevamente dado de baja y arrestado. En 1822 fue de los oficiales "reformados", es decir, pasados a retiro con un tercio de su sueldo.

## Gobernador militar de la comandancia de Patagones

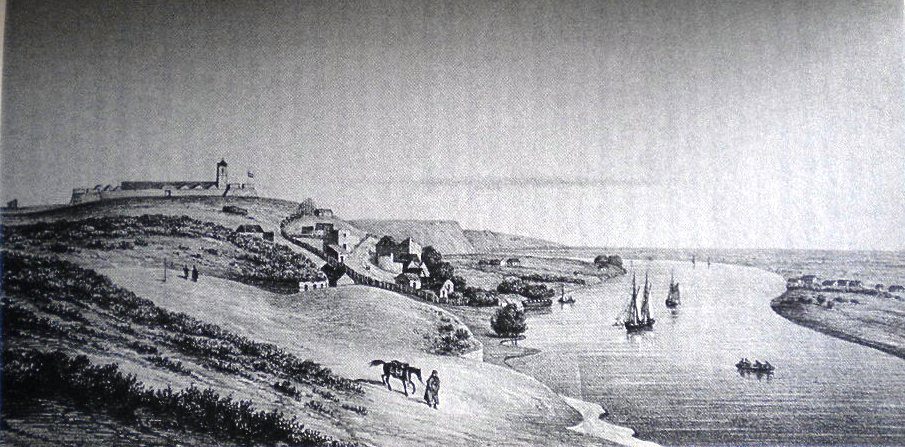
Dibujo de Carmen de Patagones (por Alcide d'Orbigny, en su visita de 1829)

### Predecesor en el cargo de autoridad
El primer gobernante militar de Patagones fue José Gabriel de la Oyuela quien había mantenido una relación muy cordial con los tehuelches desde que asumió en junio de 1821. Se dedicó a la educación de la juventud e hizo un censo en el citado año dando 471 habitantes.

### Nombramiento y gestión en Patagones
No obstante, en 1823, Lacarra fue nombrado comandante político y militar de Carmen de Patagones, remplazando a De la Oyuela.
Dicha población era entonces la localidad más austral de las Provincias Unidas del Río de la Plata, sobre la costa patagónica oriental, y aislada del resto de la Nación. Ese cargo implicaba también responsabilidades militares, pero Lacarra se destacaría en su cargo por la austeridad y el orden que mantuvo entre los pobladores, los barcos visitantes y los indígenas.
Al estallar en 1825 la Guerra del Brasil, la zona se convirtió en el sitio preferido por los corsarios que luchaban con bandera argentina. La situación del fuerte se volvió muy inestable, con más prisioneros que tropa para cuidarlos, y más marineros y desertores que población estable en el pequeño pueblo. Lacarra hizo lo que pudo por mantener cierto orden, mientras pedía desesperadamente ayuda a Buenos Aires.

### La defensa de Carmen de Patagones en la Guerra del Brasil

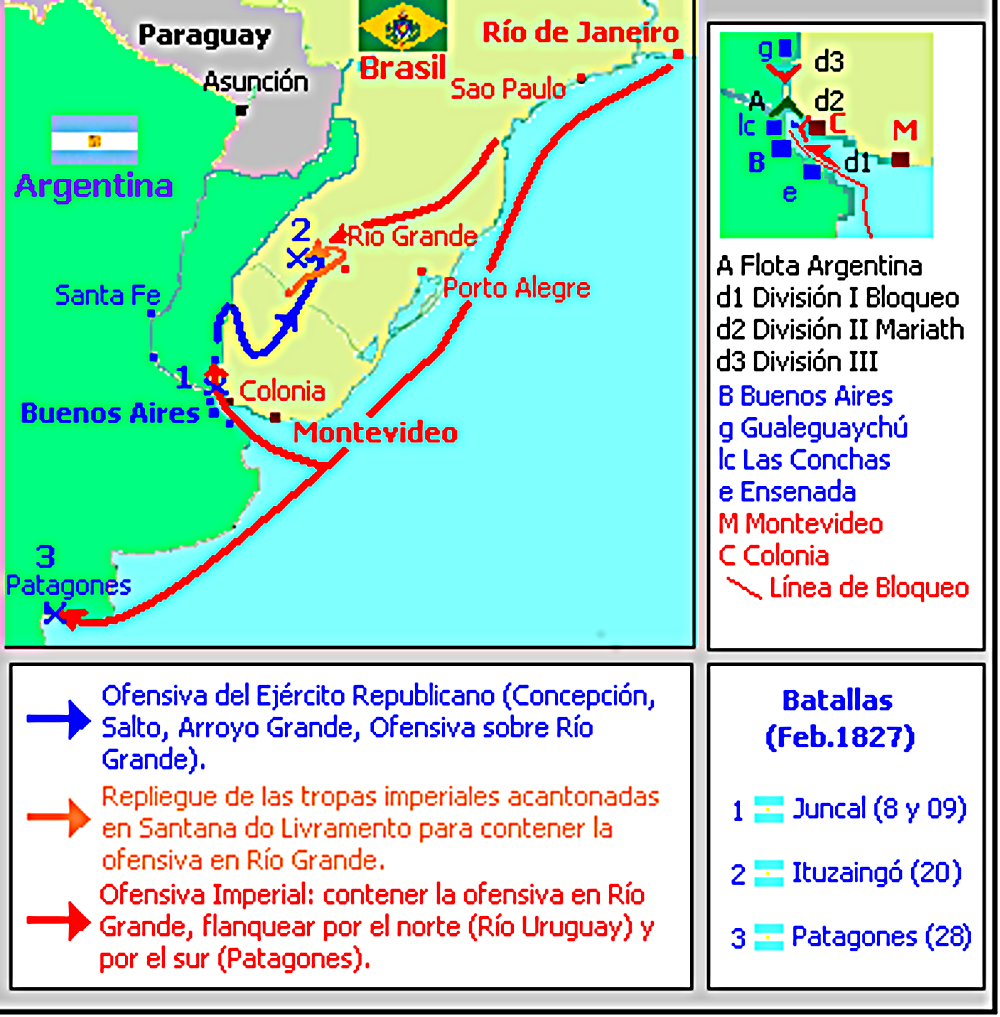
Batallas en la Guerra del Brasil (con fronteras actuales)

A finales de febrero de 1827, justo en el momento en que el ejército brasileño era destrozado en la batalla de Ituzaingó, cuatro buques imperiales aparecieron frente al río Negro y remontaron el mismo, con 600 hombres embarcados. Vencieron a los 100 artilleros que intentaban cerrar la boca del río, y luego ingresaron al mismo.
Uno de los barcos naufragó y los demás quedaron varados, de modo que la mayor parte de la tropa desembarcó, hasta colocarse detrás de la población, en el cerro de la Caballada. Allí fueron recibidos por las tropas de tierra que, dirigidos por el coronel Lacarra, el entonces subteniente Sebastián Olivera y el juez de paz Fernando Alfaro Maciel, los hicieron retroceder tras varias horas de lucha con su artillería e infantería. Fue un combate muy duro, y las mujeres y los niños también lucharon desde las murallas del fuerte. Los brasileños se retiraron con la intención de reembarcarse, pero Lacarra se les había adelantado: había hecho que las pequeñas embarcaciones argentinas tomaran por asalto las naves varadas. Al enterarse, las tropas brasileñas de tierra se rindieron.
Fue una victoria total quedando los brasileños completamente derrotados con pérdida de todas las tropas y sus armamentos, y Carmen de Patagones seguiría en poder de los argentinos. Lacarra pudo seguir sosteniendo a los corsarios, que debilitaban bastante a la flota imperial. Las victorias de Brown en las batallas de Juncal y de Los Pozos, las de César Fournier persiguiendo a la flota brasileña y la de Carmen de Patagones, equilibraron una situación naval en que la Argentina estaba siendo derrotada por los imperiales, a pesar de las repetidas victorias de sus fuerzas terrestres.

### Retorno a Buenos Aires
Culminada la batalla solicitó su renuncia como comandante político y militar de Patagones que le sería concedida el 24 de abril de 1827, y en su reemplazo se nombraría al coronel Paulino Rojas. A finales del mismo año, Lacarra volvería a Buenos Aires, a donde sería recibido como un héroe. De esta manera y en la misma ciudad, ocupaba en los siguientes años puestos muy secundarios.

### Sucesores como gobernantes militares de Patagones
Luego de dejar el cargo de gobernante militar de Patagones, lo sucedieron en el puesto Rojas, Rodríguez y nuevamente José Gabriel de la Oyuela. Este último en 1829 tuvo que hacer frente a un sitio en enero del mismo año, perpetrado por los hermanos Pincheira —unos cuatreros realistas chilenos cuyo centro estaba en los valles cordilleranos de Varvarco— y sus aborígenes aliados, como los mapuches-borogas y los pehuenches araucanizados, que tenían como objetivo restablecer el dominio del rey Fernando VII de España en la región, aunque nunca lo concretaran.

## Opositor al gobierno rosista y deceso

### Revolución de los Libres del Sur y arresto
Unos años después, Martín Lacarra, si bien no se unió a los revolucionarios de los Libres del Sur en 1839, se vio implicado en la preparación de los mismos, al igual que Gervasio Ortiz de Rozas, por lo cual sufriría un corto período de arresto ordenado por el brigadier general Juan Manuel de Rosas "el Restaurador de las Leyes" quien fuera hermano del anterior, además de estar obligado a tener que pagar una multa.

### Últimos años y fallecimiento
El coronel Martín Paulino de Lacarra Toledo solicitó su retiro el 24 de octubre de 1856 y fallecería a los 81 años de edad durante los festejos patrios del 9 de julio de 1858, en su casa de la calle Suipacha n.º 211 de la ciudad de Buenos Aires, capital del entonces escindido Estado homónimo que se había separado temporalmente de la Confederación Argentina.
Testificaron la identidad del cadáver ante el curato parroquial Clodomiro Arzac y Leonardo González. Sus despojos fueron sepultados en el cementerio de la Recoleta al siguiente día, en un sencillo sepulcro de la bóveda n.º 33 de la sección 13, y en cuya placa de mármol que se puede leer a través de una reja de hierro, dice así: Martín Lacarra y su familia.

## Matrimonio y descendencia
El hidalgo Martín Paulino Enríquez de Lacarra y Toledo Sandoval se había unido en matrimonio el 11 de septiembre de 1800 con Leocadia de Faya (Buenos Aires, 9 de diciembre de 1769-ib., 2 de febrero de 1848), una hija del cirujano hipano-asturiano Pedro José de Faya quien fuera el primer dentista colonial argentino y de su esposa María Ignacia Rodríguez Flores (n. ca. 1749).
Fruto del enlace entre Martín Lacarra y Leocadia Faya hubo tres hijos:
- José de Lacarra[31] (n. ca. 1802) era ayudante de la plana mayor de los Húsares de Buenos Aires desde el 11 de octubre de 1820[17] y que hacia 1832 cruzara el Río de la Plata pasando al ya conformado Estado Oriental del Uruguay, por razones aún no documentadas, adonde conocería a la muy joven Matilde Artigas Collazo[32][33] (n. Mercedes de Soriano, 1819) —una de las hijas naturales sorianenses del general José Gervasio de Artigas, nieta del capitán Martín José de Artigas y bisnieta del capitán hispano-aragonés Juan Antonio de Artigas, que había sido reconocida por su padrastro,[32] apellidándola con el suyo como «Matilde Salinas Collazo»— quien al quedarse embarazada de Lacarra, partiría discretamente a la provincia de Corrientes[34] junto a su madre Juliana Collazo Domínguez (n. Rosario del Colla, 1786), esposa hacia 1820 de N. Salinas (ca. 1780-ca. 1846), para concebir alejada de su tierra y en forma secreta, y muy probablemente para acercarse hacia la villa de San Isidro de Curuguaty en el Estado autónomo del Paraguay a donde se encontraba exiliado su padre desde hacía más de una década, pero se ignora si dicho objetivo se logró concretar,[32] y posteriormente hacia el 20 de diciembre de 1834, Matilde Artigas, su bebita y Juliana Collazo volverían al Uruguay para bautizarla.[35][36] De la unión entre José Lacarra y Matilde Artigas nacería solo aquella hija:

- Tomasa Lacarra Artigas (Corrientes, 21 de diciembre de 1833-Mercedes de Soriano, 14 de diciembre de 1894) aunque fuera inscripta como «Tomasa Salinas», con el apellido de su abuelastro N. Salinas que la terminaría reconociendo como hija propia, de la misma forma que lo haría su abuela materna —Juliana Collazo— por lo cual su madre biológica pasaría a ser legalmente su hermana. Se desconoce si el coronel Lacarra había tomado conocimiento sobre la existencia de esta nieta de nombre Tomasa, y si era consciente de que Matilde fuera una hija del caudillo oriental. Se unió dos veces en matrimonio: en primeras nupcias con Celedonio Viera Chacón, con quien tuvo a Dionisio Viera Lacarra-Artigas, y en segundas nupcias con N. Songer.

- Eleuteria de Lacarra[31] (ca. 1804-ca. 1821) que falleció con 17 años de edad.
- María Josefa Candelaria de Lacarra (ca. 1806-26 de marzo de 1883) que se unió en matrimonio hacia 1826 con N. Cassan.[31] El 19 de noviembre de 1858 se presentó ante el gobierno del Estado de Buenos Aires como hija viuda del coronel Lacarra, exigiendo una pensión, y luego de concedérselo el 31 de mayo de 1868,[39] pediría al Gobierno argentino un aumento el 3 de octubre de 1872, por haber sido su padre «Guerrero de la Independencia», según la nueva ley del 4 de julio del mismo año.[40]

## Homenajes
Una calle de la ciudad de Buenos Aires —en los barrios de Floresta y Parque Avellaneda— recuerda a este benemérito militar.
También existen varias calles en su honor con el nombre de Coronel Lacarra: en Gerli y Crucecita —ambas localidades ubicadas en el partido de Avellaneda (Zona Sur del Gran Buenos Aires) y otras dos mas en los partidos de Morón y Merlo, estas últimas en la Zona Oeste del Gran Buenos Aires.